# Польська-Нова-Весь
Польська-Нова-Весь (пол. Polska Nowa Wieś, нім. Polnisch Neudorf, 1914-45: Neudorf in Oberschlesien) — село в Польщі, у гміні Компрахциці Опольського повіту Опольського воєводства.
Населення — 1776 осіб (2011).

## Демографія
Демографічна структура станом на 31 березня 2011 року:
|          | Загалом | Допрацездатний вік | Працездатний вік | Постпрацездатний вік |
| -------- | ------- | ------------------ | ---------------- | -------------------- |
| Чоловіки | 889     | 139                | 653              | 97                   |
| Жінки    | 887     | 109                | 575              | 203                  |
| Разом    | 1776    | 248                | 1228             | 300                  |